# Кетелін Кебуз
Кетелін Кебуз (рум. Cătălin Căbuz, нар. 18 червня 1996, Авріг) — румунський футболіст, воротар клубу «Германнштадт».

## Ігрова кар'єра
Народився 18 червня 1996 року в місті Авріг. Займався футболом у кількох невеликих клубах із Сібіу, а також в «Академії Георге Хаджі». 2014 року потрапив у структуру «Вііторула», де грав за резервну команду.
З 2015 року для отримання ігрової практики став здаватись в оренду в клуби нижчих дивізіонів «Мегура» (Чиснедіє), «Римніку» (Вилча), «Кіндія» (Тирговіште) та «Германнштадт». З останньою командою 2018 року вийшов до вищого дивізіону країни. Станом на 20 травня 2019 року відіграв за команду з Сібіу 64 матчі в національному чемпіонаті.

## Виступи за збірну
З 2018 року залучався до матчів молодіжної збірної Румунії, у її складі поїхав як запасний воротар на молодіжний чемпіонат Європи 2019 року в Італії

## Титули і досягнення
- Володар Суперкубка Румунії (1):

«Віїторул»: 2019